# Nneka Ogwumike
Nneka Ogwumike (nascida em 2 de julho de 1990) é uma jogadora norte-americana de basquete. Joga atualmente no Los Angeles Sparks, equipe da WNBA. Ela entrou na liga através do draft de 2012, selecionada na primeira posição pelos Sparks. Nneka foi eleita MVP da WNBA e também foi campeã da liga em 2016. Sua irmã Chiney Ogwumike, também joga na WNBA.